# Муншигандж (місто)
Муншигандж (бенг. মুন্সীগঞ্জ) — місто й муніципалітет в центральній частині Бангладеш, адміністративний центр однойменного округу й підокругу Муншигандж-Садар. Площа міста становить 14,17 км². За даними перепису 2001 року в місті проживало 52 071 чоловік, з яких чоловіки становили 51,62 %, жінки — відповідно 48,38 %. Щільність населення становила 3674 чол. на 1 км². Рівень писемності дорослого населення становив 49,3 % (за середнього по Бангладеш показника 43,1 %).